# EA Sports FC 25
EA Sports FC 25 ist ein Fußballsimulationsspiel, das von EA Vancouver und EA Romania entwickelt und von Electronic Arts am 20. bzw. am 27. September veröffentlicht wurde. Es ist der Nachfolger zu EA Sports FC 24 und – nach der Beendigung des Lizenzabkommens zwischen EA und dem Weltfußballverband FIFA – das zweite Spiel unter dem Titel EA Sports FC. Es wurde weltweit am 27. September 2024 für Nintendo Switch, PlayStation 4, PlayStation 5, Windows, Xbox One und Xbox Series X/S veröffentlicht. Für Besitzer und Vorbesteller der Ultimate-Edition startete der Vorabzugriff bereits am 20. September 2024.

## Cover

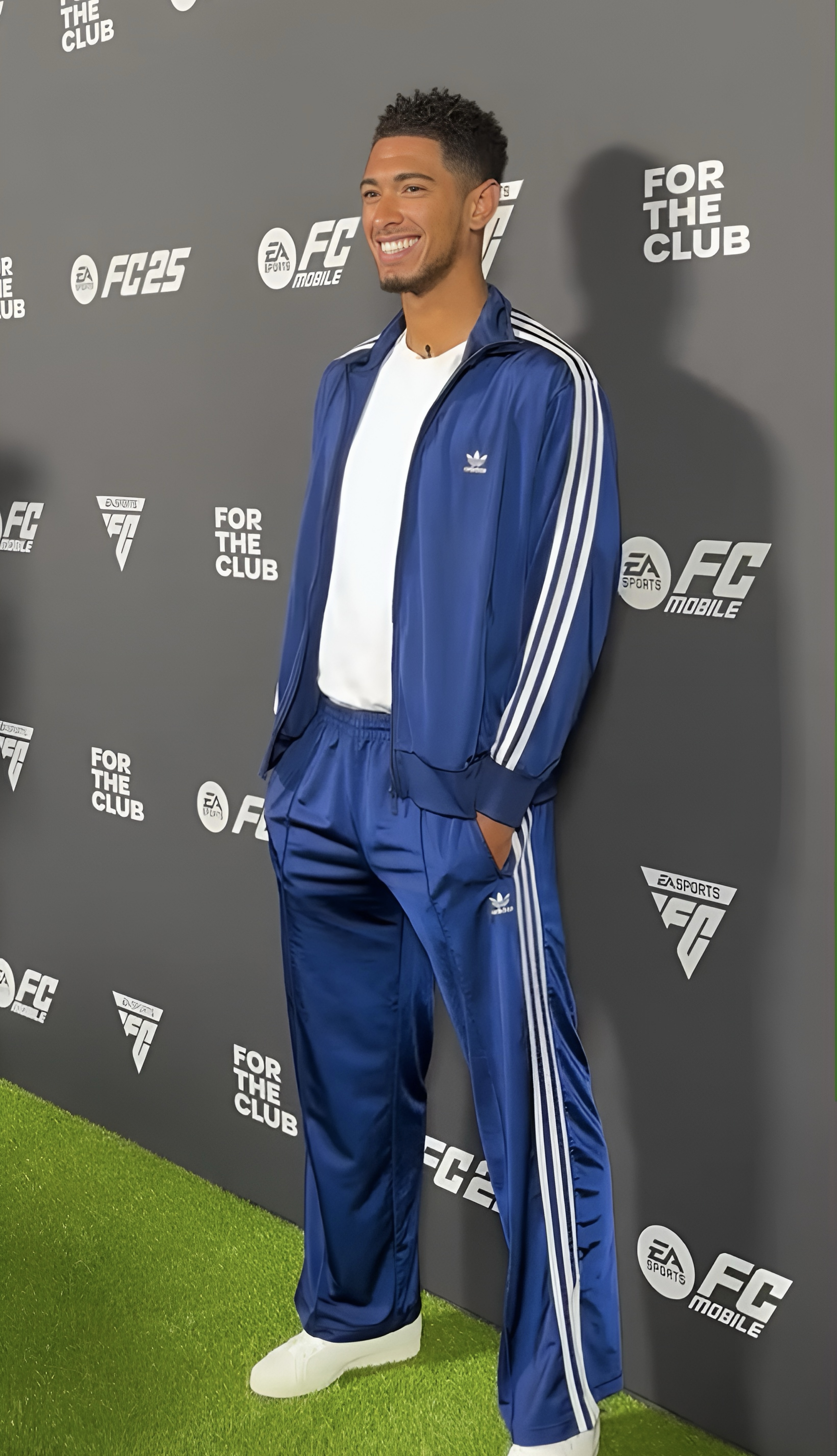
Jude Bellingham während des Launch-Events von EA Sports FC 25 im September 2024

Das Cover der Standard Edition des Spiels zeigt den englischen Real-Madrid-Mittelfeldspieler Jude Bellingham. Das Cover der Ultimate Edition des Spiels zeigt fünf ikonische ehemalige und aktuelle Spieler aus aller Welt, darunter Gianluigi Buffon, Aitana Bonmatí, Jude Bellingham, Zinédine Zidane und David Beckham in einem Raum voller Trophäen, die sie während ihrer gesamten Karriere gewonnen haben und symbolisieren.

## Neue Features

### Gameplay
FC IQ: Dieses Feature ist eine umfassende Überarbeitung des Taktiksystems, das Spieler ermöglicht, Strategien ihrer Mannschaften effektiver zu beeinflussen. Es umfasst modernisierte Mannschaftstaktiken und eine intelligentere KI für Teamkollegen, was ein dynamischeres Spielerlebnis ermöglicht. Spieler können jetzt die Taktiken berühmter Trainer nachahmen und die Aufstellung während der Spiele anpassen.
Spielerrollen: Das Spiel führt unterschiedliche Rollen für Spieler ein, wodurch ihre Einbindung in Teamstrategien verbessert wird. Diese Funktion soll sicherstellen, dass Spieler entsprechend ihrer Stärken effektiv eingesetzt werden, wodurch die Mannschaftszusammensetzung wichtiger wird.
Spielweise der Torhüter (engl. Goalkeeper PlayStyles): Neue Spielmechaniken für Torhüter werden hinzugefügt, die der Position des Torhüters mehr Tiefe verleihen und abwechslungsreiche Spielstile ermöglichen.
5-gegen-5-Rush-Mode: Spieler können sich mit Freunden in einem neuen 5-gegen-5-Modus zusammentun. Damit können Spieler mit diesem Modus gemeinsame Erlebnisse auf dem Kleinfeld-Fußball mit befreundeten Personen in Football Ultimate Team, Clubs, Anstoßmodus und Managementkarriere hervorbringen.

### Spielkommentar
Erstmals seit FIFA 16 wird das Geschehen auf dem Platz in der deutschen Version nicht mehr von Wolff-Christoph Fuss und Frank Buschmann kommentiert. Am 19. August 2024 wurde das neue Duo, bestehend aus Sky-Kommentator Florian Schmidt-Sommerfeld und Jan Platte, der für DAZN tätig ist und während der Europameisterschaft 2024 in Deutschland für MagentaTV im Einsatz war, der Öffentlichkeit vorgestellt.
Während Buschmann bereits kurz nach dem Release von EA Sports FC 24 ankündigte, nicht mehr für weitere Teile zur Verfügung zu stehen, gab Wolff-Christoph Fuss Ende 2023 bekannt, dass EA die Entscheidung für ein neues Duo eigenständig getroffen habe.

## Lizenzen
Unbetroffen von der Namenslizenz des Weltfußballverbands besitzt das Spiel die Lizenzen für mehr als 19.000 Spieler, 700 Mannschaften und über 30 Ligen, inklusive auch die internationalen Klubwettbewerbe UEFA Champions League, UEFA Women’s Champions League, UEFA Europa League und UEFA Conference League.
Die meisten Vereine aus EA Sports FC 24 kehren zurück, mit Ausnahme der Serie-A-Vereine Inter Mailand, Lazio Rom, Atalanta Bergamo und AC Mailand, die jeweils in Lombardia FC, Latium, Bergamo Calcio und Milano FC im Spiel umbenannt wurden, an die Electronic Arts die Lizenzen verloren hatte. Die Serie-A-Vereine AS Rom und SSC Neapel kehrten nach vier bzw. zwei Jahren seit ihren letzten Auftritten in FIFA 20 und FIFA 22 zurück. Darüber hinaus kehrte der griechische Verein Olympiakos Piräus, Meister der UEFA Europa Conference League 2023/24, der zuletzt in FIFA 22 auftrat, zurück. Der aserbaidschanische Verein Qarabağ Ağdam, der elfmalige Meister der Premyer Liqası, tritt zum ersten Mal in einem FIFA/FC-Spiel auf.

### Ligen und Nationalmannschaften

#### Ligen Männerfußball
| Land                      | Liga                      |
| ------------------------- | ------------------------- |
| Argentinien               | Primera División          |
| Australien                | A-League Men              |
| Belgien                   | Jupiler Pro League        |
| Volksrepublik China       | Chinese Super League      |
| Dänemark                  | SUPERLIGA                 |
| Deutschland               | Bundesliga                |
| Deutschland               | 2. Bundesliga             |
| Deutschland               | 3. Liga                   |
| England                   | Premier League            |
| England                   | EFL Championship          |
| England                   | EFL League One            |
| England                   | EFL League Two            |
| Frankreich                | Ligue 1 McDonald’s        |
| Frankreich                | Ligue 2 BKT               |
| Indien                    | Indian Super League       |
| Italien                   | Serie A                   |
| Italien                   | Serie B                   |
| Niederlande               | Eredivisie                |
| Norwegen                  | Eliteserien               |
| Österreich                | Bundesliga                |
| Polen                     | Ekstraklasa               |
| Portugal                  | Primeira Liga             |
| Rumänien                  | Liga 1                    |
| Irland                    | League of Ireland         |
| Saudi-Arabien             | Saudi Professional League |
| Schottland                | Scottish Premiership      |
| Schweden                  | Fotbollsallsvenskan       |
| Schweiz                   | Super League              |
| Spanien                   | LaLiga EA Sports          |
| Spanien                   | LaLiga Hypermotion        |
| Südkorea                  | K League 1                |
| Türkei                    | Süper Lig                 |
| Vereinigte Staaten Kanada | Major League Soccer       |

Weitere Vereine sind als Teil der Copa Libertadores, der Copa Sudamericana und der Kategorie Rest der Welt enthalten.

#### Ligen Frauenfußball
| Land               | Liga                           |
| ------------------ | ------------------------------ |
| Deutschland        | Google Pixel Frauen-Bundesliga |
| England            | FA Women’s Super League        |
| Frankreich         | Division 1 Féminine            |
| Spanien            | Liga F                         |
| Vereinigte Staaten | National Women’s Soccer League |

#### Nationalmannschaften
Insgesamt gibt es in EA Sports FC 25 29 Männer-Nationalmannschaften. Dieses Jahr kamen keine neuen dazu. Die belgische Nationalmannschaft wurde aus unbekannten Gründen aus dem Spiel entfernt. Die EM-Achtelfinalisten der EM 2024, Georgien, Slowenien, die Slowakei und Österreich, und die Viertelfinalisten Türkei und die Schweiz fehlen ebenso, wie Rekordweltmeister Brasilien oder der Europameister von 2004, Griechenland. Ghana und Marokko sind die einzigen Mannschaften, die aus dem Kontinent Afrika vertreten sind. Zudem wurde keine Mannschaft aus dem EM-Modus von EA Sports FC 24 in den nächsten Teil übernommen.
Zudem gibt es im Spiel 16 Frauen-Nationalmannschaften. Neu dabei ist die finnische Nationalmannschaft der Frauen, die damit zum ersten Mal in einem Videospiel lizenziert vertreten sind.
| Abschnitt     | Geschlecht | Land |
| ------------- | ---------- | --- |
| International | Männer     | Argentinien, Dänemark, Deutschland, England, Finnland, Frankreich, Ghana, Island, Italien, Katar, Kroatien, Marokko, Mexiko, Neuseeland, Niederlande, Nordirland, Norwegen, Polen, Portugal, Irland, Rumänien, Schottland, Schweden, Spanien, Tschechien, Ukraine, Ungarn, USA, Wales |
| International | Frauen     | Argentinien, Deutschland, England, Finnland, Frankreich, Island, Kanada, Marokko, Mexiko, Niederlande, Norwegen, Portugal, Schottland, Schweden, Spanien, USA |

### Stadien
EA Sports FC 25 beinhaltet mehr als 120 authentische Fußballstadien aus aller Welt. Neu dabei sind unter anderem das De Kuip von Feyenoord Rotterdam oder die Stadien der türkischen Vereine Fenerbahçe Istanbul und Galatasaray Istanbul. Das Stadion des SV Darmstadt 98 wurde mehreren Berichten zufolge von EA eingescannt und könnte mit einem zukünftigen Update nachgereicht werden.
Zudem werden einige weitere Stadien nach dem Abschluss der realen Umbaumaßnahmen auch im Spiel umgestaltet. Dazu zählen das Estadio Santiago Bernabéu von Real Madrid, das Estadio de la Cerámica von FC Villarreal sowie der Deutsche Bank Park von Eintracht Frankfurt. Des Weiteren wurde das Orange Vélodrome von Olympique Marseille komplett umgebaut.
Das Portman Road Stadium von Ipswich Town und die renovierte Anfield Road vom FC Liverpool werden als Update zu einem späteren Zeitpunkt ins Spiel nachgereicht.
| Stadion                         | Verein               | Liga               | Anmerkungen |
| ------------------------------- | -------------------- | ------------------ | --- |
| De Kuip                         | Feyenoord Rotterdam  | Eredivisie         | Drittes niederländisches Stadion nach der Johan-Cruyff-Arena und dem Philips Stadion.                           |
| Rams Park                       | Galatasaray Istanbul | Süper Lig          | Erste türkische Stadien in der gesamten FIFA und FC-Reihe.                                                      |
| Ülker Stadyumu                  | Fenerbahçe Istanbul  | Süper Lig          | Erste türkische Stadien in der gesamten FIFA und FC-Reihe.                                                      |
| Estádio José Alvalade           | Sporting Lissabon    | Primeira Liga      | Austragungsort des Finals der UEFA Women’s Champions League 2024/25.                                            |
| Mâs Monumental                  | River Plate          | Primera División   | Wurde ursprünglich bereits in FIFA 16 eingeführt und kehrt nach der vollständigen Renovierung ins Spiel zurück. |
| Stade Bollaert-Delelis          | RC Lens              | Ligue 1 McDonald’s | |
| Coventry Building Society Arena | Coventry City        | EFL Championship   | |
| Ewood Park                      | Blackburn Rovers     | EFL Championship   | |
| Ashton Gate Stadium             | Bristol City         | EFL Championship   | |
| Portman Road                    | Ipswich Town         | Premier League     | Wird mit einem späteren Update nachgeliefert.                                                                   |

| Stadion                        | Verein          | Liga                  | Anmerkungen                                                                               |
| ------------------------------ | --------------- | --------------------- | ----------------------------------------------------------------------------------------- |
| Merck-Stadion am Böllenfalltor | SV Darmstadt 98 | 2. Fußball-Bundesliga | Laut mehreren Berichten von EA eingescannt, jedoch nicht in der Releaseversion enthalten. |